# 절규 (영화)
《절규》(일본어: 叫)는 2006년 제작된 일본의 공포 미스터리 영화이다. 구로사와 기요시가 감독과 각본을 맡았다.

## 줄거리
베테랑 형사 요시오카는 붉은 드레스를 입은 채 도쿄 해안에서 익사한 여성의 살인 사건을 수사하게 된다. 부검 결과 피해자의 위에서 바닷물이 발견되지만, 사건 현장에서 발견된 단서들은 모두 요시오카 자신과 연결되어 있음을 알게 된다. 자신의 코트에서 떨어진 단추와 지문까지 일치하는 것을 발견한 요시오카는 자신이 유력한 용의자라는 사실에 혼란스러워한다. 하지만 그는 사건에 대한 기억이 전혀 없다.
점점 더 강렬하고 기이하게 나타나는 붉은 드레스의 유령은 요시오카에게 혼란을 가중시킨다. 비슷한 시기에 사소한 일로 사랑하는 사람을 살해하는 사건들이 연이어 발생하고, 요시오카는 피해자들과 원래 살인 사건 사이의 연관성을 찾으려 한다. 결국 익사한 여성의 신원이 밝혀지고, 요시오카는 그녀의 부모를 방문하여 그녀를 협박하던 남자친구가 범인임을 알게 된다.
하지만 유령은 살해된 여성이 아니라 15년 전 요시오카가 정신병원 창문에서 본 여자의 혼령이었음을 밝힌다. 그녀는 요시오카가 자신을 돕지 않은 것에 대한 원한을 품고 있었고, 모든 살인 사건의 범인들은 같은 정신병원 앞을 지나다녔다는 사실이 밝혀진다. 요시오카는 혹시나 자신도 연인을 해칠까 두려워 그녀를 떠나보낸다. 정신병원을 방문한 요시오카는 유령으로부터 용서를 받지만, 집으로 돌아와 6개월 전에 연인을 살해했음을 깨닫고 미쳐버린다. 그는 끔찍한 기억을 잊으려 하며 연인의 뼈를 수습하고 유령의 뼈를 찾으러 정신병원으로 향한다. 그의 동료 형사는 요시오카가 살인을 저지르는 데 사용한 빈 그릇을 발견한다. 지진이 일어나는 동안 그릇은 물로 채워지고, 갑자기 나타난 유령이 요시오카를 그릇 안으로 끌어당긴다. 마지막 장면에서 요시오카는 연인과 유령의 뼈가 담긴 봉투를 들고 거리를 걷고 있으며, 유령은 "나는 죽었으니, 제발 모두 죽었으면 좋겠어"라는 말을 반복한다.

## 출연
- 야쿠쇼 고지 - 요시오카 노보루
- 코니시 마나미 - 니무라 하루에
- 하즈키 리오나 - 붉은 옷의 여자
- 이하라 츠요시 - 미야지 테츠
- 오다기리 조 - 다카키
- 카세 료 - 작업선 선원
- 히라야마 히로유키 - 사쿠라이 형사
- 오쿠누키 카오루 - 야베 미유키
- 노무라 히로노부 - 오노다 세이지
- 나카무라 이쿠지 - 사쿠마 쇼이치